# 张秀夫
张秀夫（1934年—），男，山东海阳人，中华人民共和国政治人物、警察，中国人民武装警察部队高级将领。

## 生平
张秀夫1950年加入中国共产党，毕业于华东工商干部学校。随后在浙江、江苏一带的盐业管理部门当公务员。曾在中共仙居县县委长期任职，并曾担任该县县委副书记。后入浙江省委警卫处任职，开始从事警卫工作。后曾任杭州市公安局局长，浙江省公安厅副厅长，武警浙江总队第一政委等警务职务。
1983年任浙江省政法委书记。1985年调入现役，担任中国人民武装警察部队政治委员。1989年被授予武警少将警衔。1990年1月退役，担任中华人民共和国司法部副部长，后任常务副部长。1998年当选全国人大代表，担任全国人大法律委员会委员。2002年起担任中国法律援助基金会会长职务。